# Филия (культура)
Культура Филия, или Филийская культура, — самая ранняя археологическая культура бронзового века на Кипре. Датируется периодом 2500—2000 гг. до н. э. Названа по некрополю около г. Морфу в северной части острова.
Обнаружено около 20 поселений данной культуры. Её возникновение связывается с приходом мигрантов из Анатолии, при этом отмечается рост численности населения.
Культура Филия знаменует возникновение на Кипре прямоугольных зданий, вместо ранее распространённых круглых (см. Хирокития). В керамике преобладают красные лощёные сосуды с белой геометрической росписью и/или чёрным покрытием. Керамика обычно очень хорошо обработана. Часто встречаются кувшины с высоким носиком и ручкой. Некоторые формы керамики имеют параллели в анатолийской культуре.
Во времена культуры Филия на Кипре вновь начинают использовать крупный рогатый скот. Имеются свидетельства интенсивной добычи меди. Металлические изделия обычно отливались в форме, заметно применение прогрессивных методов металлообработки. Типичными для культуры Филия являются спиралевидные серьги, бронзовые браслеты и разнообразные топоры. Используются также украшения из раковин моллюсков и мелкие глиняные фигуры, служившие в качестве пряслиц.